# Mister Gay Netherlands
Mister Gay Netherlands was een schoonheidswedstrijd voor homoseksuele mannen, die van 2006 t/m 2015 georganiseerd werd door de website Gay.nl. De wedstrijd was de opvolger van de Mr. Gay Krant-verkiezing die van 1980 t/m 2005 door de Gay Krant werd gehouden.

## Ontwikkeling
Nadat de Gay Krant 25 jaar lang de Mr. Gay Krantverkiezing had georganiseerd vond de redactie een dergelijke "vleeskeuring" niet meer zo passen bij de serieuze uitstraling van het blad en werd de wedstrijd na de editie van 2005 opgeheven. Het idee werd prompt overgenomen door homowebsite Gay.nl, die vanaf 2006 een vergelijkbare Mister Gay Netherlands-verkiezing organiseerde.
Voor Mister Gay Netherlands kon via een website gestemd worden op een reeks kandidaten, voornamelijk jonge homoseksuele mannen. De winnaar mocht vervolgens namens Nederland deelnemen aan de internationale Mister Gay Europe en/of Mister Gay World-verkiezingen. Zowel in 2007 als in 2008 trok een van de kandidaten zich voortijdig terug als gevolg van druk vanuit zijn christelijke omgeving.
De verkiezingsshow kostte ca. 50.000,- euro en in 2009 kon de organiserende Gay Group deze kosten niet gefinancierd krijgen. Daardoor werd het evenement voor dat jaar afgelast en kon Nederland in 2010 geen afgevaardigde naar de Mister Gay World-verkiezing in Oslo sturen.
Vervolgens vond in 2010 en 2011 de finaleshow en de bekendmaking van de winnaar plaats op het Rembrandtplein, tijdens het slotfeest van de Amsterdam Gay Pride. In eerdere en latere jaren werd het evenement in wisselende Amsterdamse clubs gehouden.

## Winnaars
| Jaar | Locatie                        | Winnaar                                  |
| ---- | ------------------------------ | ---------------------------------------- |
| 2006 | Odeon in Amsterdam             | Joep Mesman uit Eindhoven                |
| 2007 | discotheek Escape in Amsterdam | Stefan Onland uit Enschede               |
| 2008 | Paradiso in Amsterdam          | Jeffrey Zevenbergen uit Ridderkerk       |
| 2009 | -                              | -                                        |
| 2010 | Rembrandtplein in Amsterdam    | Mischa Germeraad uit Amsterdam           |
| 2011 | Rembrandtplein in Amsterdam    | Thom Goderie uit Roosendaal              |
| 2012 | Club AIR in Amsterdam          | Bobby de Vries uit Amstelveen            |
| 2013 | ?                              | ?                                        |
| 2014 | ?                              | ?                                        |
| 2015 | Club Panama in Amsterdam       | Tom van den Nieuwenhuijzen uit Eindhoven |